# Reșița

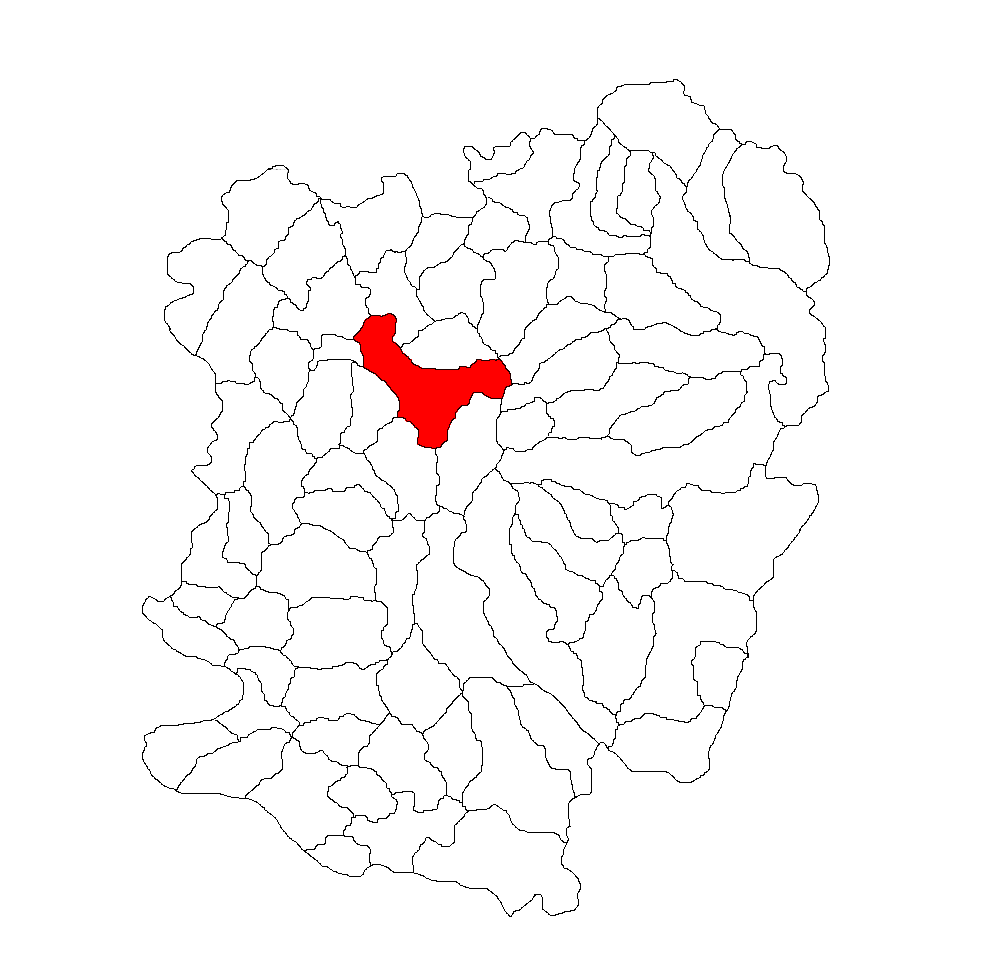
Lage von Reșița im Kreis Caraș-Severin

Reșița [ˈrɛʃit͡sa] (deutsch Reschitza oder auch Reschitz, serbokroatisch Rešica, serbisch-kyrillisch Решица, ungarisch Resicabánya) ist eine Stadt in Rumänien. Sie ist der Verwaltungssitz des Kreises Caraș-Severin im Banater Gebirge.

## Name
Der Name Reșița könnte, so der Historiker Nicolae Iorga, vom lateinischen Wort recitia stammen, das „kalte Quelle“ bedeutet. Iorga vermutete, dass die Römer dem Ort diesen Namen aufgrund einer Wasserquelle im Doman-Tal gaben. Nach Iorgu Iordan stammt der Name tatsächlich von einem slawischen Ausdruck „u rečice“, was so viel wie „am Bach“ bedeutet. Auffällig ist zudem, dass in nahezu allen slawischsprachigen Ländern Orte mit dem Namen Rečice existieren.

## Geographische Lage
Reșița liegt im Nordwesten des Kreises Caraș-Severin, am Mittellauf des Flusses Bârzava, im Dognecea-Gebirge an der Mündung des Drum național 58B in den Drum național 58. Die Stadt ist ein bedeutendes Eisen- und Stahlrevier mit einer traditionsreichen Eisenhütte mit Hochöfen. Elektrogeräte, Chemikalien, Maschinen und Metalle werden hier hergestellt. Funde aus neolithischer und römischer Zeit beweisen, dass das Gebiet der heutigen Stadt seit langem besiedelt ist. Im 18. Jahrhundert wurde Reșița mit dem Bau einer Gießerei Zentrum der Metallverarbeitung.

## Nachbarorte
| Bocșa    | Ezeriș                                      | Caransebeș |
| Dognecea | Kompassrose, die auf Nachbargemeinden zeigt | Secu       |
| Oreșe    | Carașova                                    | Văliug     |

## Wirtschaft
Der jahrzehntelang als rumänisches Paradestahlwerk geführte Betrieb geht auf eine Gründung der k.k. priv(ilegierten) Oesterreichischen Staatseisenbahn-Gesellschaft des Jahres 1855 zurück. Bis 1918 wurden allerdings nur sieben Dampflokomotiven in Reșița gefertigt, die z. B. auf der Schmalspurbahn Reșița–Secu und auf der Schmalspurbahn Reșița–Bocsa–Ocna de Fier eingesetzt wurden. Eine nennenswerte Lokomotivproduktion begann erst in den 1920er Jahren. Reșița produzierte bis etwa 1960 Dampflokomotiven, darunter zahlreiche Nachbauten von deutschen Lokomotivkonstruktionen sowie als Baureihe 764.4 eine Modifikation des MÁVAG-Typs 70 für Waldbahnen. Diese Baureihe ist insofern interessant, als zahlreiche Exemplare dieser Baureihe in den letzten Jahren an Museums- und Touristikbahnen in ganz Europa gelangten (darunter u. a. nach Serbien, Ungarn, Österreich, Tschechien, Großbritannien, Frankreich und Deutschland).
Seit 2008 befindet sich das Stahlwerk im alleinigen Besitz der TMK Europe GmbH in Düsseldorf, einer Tochtergesellschaft der russischen TMK, und produziert vorwiegend Rohrknüppel, die zur Herstellung von nahtlosen Rohren verwendet werden.
Im Jahre 1945 wurde in Reșița ein Pkw mit der Bezeichnung Malaxa gebaut, nach dem rumänischen Industriellen Nicolae Malaxa benannt. Die Produktion musste bald wieder eingestellt werden, da die Anlagen in die Sowjetunion verbracht wurden.
Erst 1988 wurde – vor allem aus Energieeinsparungsgründen – die Straßenbahn Reșița eröffnet, welche bis 2011 quer durch das Tal verkehrte und 2024 wiedereröffnet wurde.

## Demografie
| 1880 | 14.616 | 6557   | 592  | 5428   | 2039              |
| 1890 | 18.448 | 6876   | 967  | 8150   | 2455              |
| 1910 | 23.625 | 8465   | 2814 | 10471  | 1875              |
| 1930 | 25.307 | 10.023 | 2217 | 11.488 | 1579              |
| 1941 | 30.996 | 14.129 | 1944 | 12.815 | 2108              |
| 1977 | 84.786 | 67.388 | 4522 | 9650   | 3226              |
| 1992 | 96.918 | 84.874 | 3781 | 5046   | 3217              |
| 2002 | 84.026 | 76.250 | 2701 | 2341   | 2734              |
| 2011 | 73.282 | 59.832 | 1553 | 1255   | 10.642            |
| 2021 | 58.393 | 44.492 | 822  | 637    | 12.442 (658 Roma) |

## Sehenswürdigkeiten
- Freilicht-Dampflokmuseum mit der ältesten (1872) in Reșița gebauten Lokomotive
- Geschichtsmuseum mit wichtigen archäologischen Exponaten aus dem Bereich des Erzbergbaus und Hüttenwesen.
- Die Materialseilbahn Reșița gilt als Wahrzeichen der Stadt.
- Der Aquädukt Secu neben einer Schmalspurbahn (südöstlich der Stadt),[6] in den Jahren 1868 bis 1870 errichtet,[7] steht unter Denkmalschutz.[8]

## Universitätsstadt
1971 wurde in Reșița das Institut für Betriebsingenieure als Außenstelle der Polytechnischen Universität Timișoara gegründet. Damit wollte man vor Ort einem akuten Bedarf der Schwerindustrie des Banater Berglands nachkommen: Betriebsingenieure für Metallurgie, Maschinen- und dem Bergbau nachgelagerte Wirtschaftsbereiche, Fachleute für Laboranalysen usw. ausbilden.
20 Jahre später wurde die eigenständige Hochschule „Eftimie Murgu“ gegründet. Den Namen verdankt die Hochschule dem orthodoxen Pfarrer und Revolutionär der 1848er-Jahre, der sich in der Banater nationalen Bewegung der Rumänen engagiert hatte. Neben dem traditionellen Ingenieurwesen wird heute auch Management, Theologie, Betriebswirtschaft und Buchhaltung sowie Öffentliche Verwaltung unterrichtet.
An der Hochschule wurde im Juli 2015 ein Bestechungs- und Sexskandal aufgedeckt. Eine zunächst drohende Schließung der Hochschule erfolgte nicht. Hingegen wurden für das Studienjahr 2019/2020 vom Bildungsministerium 437 Studienplätze für Bachelor- und Masterstudiengänge bewilligt; hierfür bewarben sich 510 Kandidaten zum Sommersemester 2019.

## Söhne und Töchter der Stadt
- Max Meier (1863–1919), Industrieunternehmer
- Max Friedmann (1864–1936), Industrieller und Politiker
- Julius Meier-Graefe (1867–1935), Kunstkritiker, Kunstforscher
- Alexander Tietz (1896–1978), Lehrer und Schriftsteller
- Iosif Czako (1906–1966), Fußballspieler
- Iosif Stibinger (1922–1949), Fußballspieler
- Ciprian Foias (1933–2020), Mathematiker
- Laura Halding-Hoppenheit (* 1942), LGBT- und AIDS-Aktivistin sowie Kommunalpolitikerin in Stuttgart
- Sabin Pautza (* 1943), Komponist und Dirigent[11]
- Jan Cornelius (* 1950), Schriftsteller
- Werner Stöckl (* 1952), Handballspieler (Weltmeister 1974)
- Rolf Bossert (1952–1986), Schriftsteller
- Teodora Ungureanu (* 1960), Turnerin (Olympiasiegerin 1976, Montreal)
- Erwin Josef Țigla (* 1961), Schriftsteller, Bibliothekar und Kulturmanager
- Marius Toba (* 1968), Kunstturner
- Luminița Dobrescu (* 1971), Schwimmerin[12]
- Cristina Marton (* 1974), Pianistin
- Florin Șerban (* 1975), Filmregisseur
- Cristian Chivu (* 1980), Fußballspieler
- Lucian Krasznec (* 1981), Opernsänger
- Mihai Găliceanu (* 1982), Skilangläufer
- Marius Cocioran (* 1983), Geher
- Daniel Popescu (* 1983), Kunstturner
- Răzvan Șelariu (* 1983), Kunstturner
- Cosmin Moți (* 1984), Fußballspieler
- Laura Rus (* 1987), Fußballspielerin
- Daniel Crista (* 1991), Radsportler
- Ovidiu Popescu (* 1994), Fußballspieler
- Cristian Roiban (* 2000), Sprinter